# زنان و جادو در کنار شیطان
زنان و جادو در کنار شیطان (ایتالیایی: Donne e magia con satanasso in compagnia) یک فیلم کمدی سکسی سبک ایتالیایی به کارگردانی روبرتو بیانکی مونترو است که در سال ۱۹۷۳ منتشر شد. از بازیگران این فیلم می‌توان به دادا گالوتی و لوچانو روسی اشاره کرد.